# Joseph Gabet

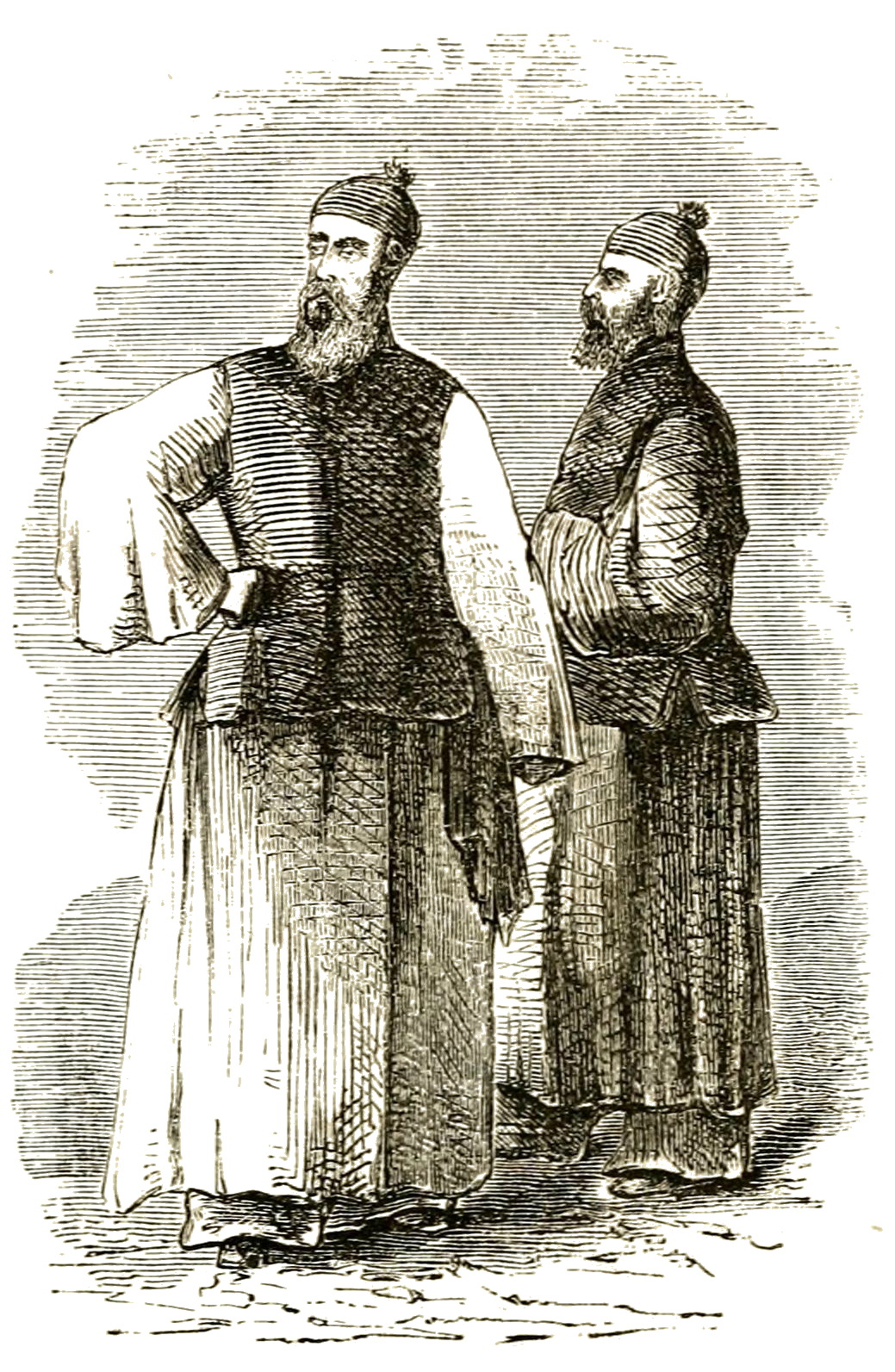
Joseph Gabet en Évariste Huc gekleed als lama's
(1851)

Joseph Gabet (Nevy-sur-Seille, 4 december 1808 - Rio de Janeiro, 3 maart 1853) was een Frans ontdekkingsreiziger en tibetoloog. Gabet is een voorloper van de katholieke missies in Mongolië.
Gabet werd tot priester gewijd op 27 oktober 1833 en trad toe tot de Orde van Sint-Lazarus op 22 februari 1834. Een jaar later, op 21 maart 1835, vertrok hij vanuit Le Havre naar China. Onderweg maakte hij tussenstops in Batavia, Soerabaja en kwam in Macau aan land op 29 augustus. Een jaar later, op 15 augustus 1836 vertrok hij voor een missie naar Mongolië waar hij in maart 1837 aankwam. In deze jaren droeg hij de naam Hei-Shui (zwarte wateren). Hier bekeerde hij twee boeddhistische lama's.

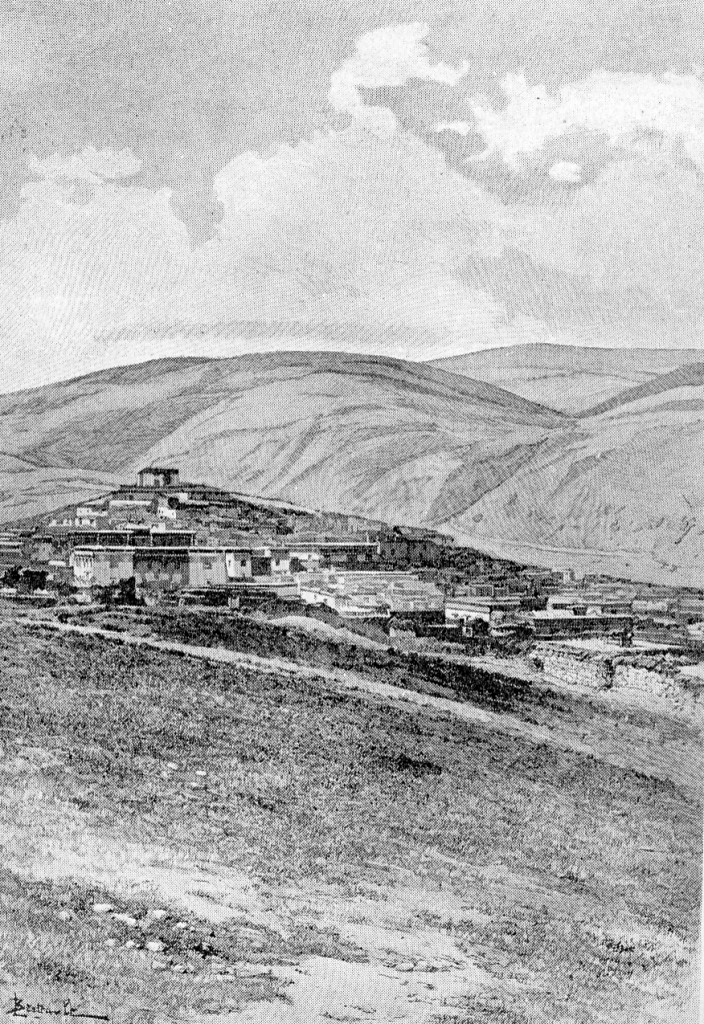
Plaat van Huc en Gabet
Litang in de jaren 1840

In de zomer van 1844 vertrok hij met collega Évariste Huc op een wetenschappelijke missie naar Tibet waar ze Lhasa bereikten. In 1846 kwamen ze terug in Macau, waarna ze teruggingen naar Europa.
In 1849 vertrok Gabet naar Brazilië, waar hij zich aansloot bij de Orde van de Lazaristen. Enkele jaren later overleed hij daar.